# Let's All Make Believe
|  | Sammenskrivningsforslag Artiklen Let's All Make Believe er foreslået føjet ind i Go Let it Out. (Siden august 2020) Diskutér forslaget |

Let's All Make Believe er en komposition af det engelske rock-band Oasis. Nummeret, som blev udgivet i 2000, er skrevet af guitarist, Noel Gallagher, og det udgør den ene af to b-sider på singlen Go Let it Out. Nummeret betragtes som et af de bedre b-sider fra bandet. 
Nogle folk mener at teksten til denne sang relaterer til de krakkeleringer, som begyndte at dannes i gruppen på daværende tidpunkt: "Lets all make believe/were still friends and we like each other."

## Anmeldelser
I januar 2007 blev nummeret i musikmagasinet Q tildelt en første plads som "the great lost tracks" ud af 500 sange. Bladet skriver bl.a.: 
Ikke bare en af de bedste sange, som Noel Gallagher har skrevet, "Let's All Make Believe" er også hans mest afslørende. Teksten afslører en kynisme fuldstændig uenig med idealisten, som skrev Live Forever. Mere nøjagtig; det er the anti-Acquiesce, der reflecterer både hans vanskelige forhold til hans bror, Liam og bitterheden som bevidnede oprindelige medlemmer Bonehead og Guisy gå ud af bandet under dens egentlige indspilning.
Og artiklen fortsætter:
Anmeldelserne af 2000's Standing on the Shoulders of Giants-album ville sandsynligvis havde båret en ekstra stjerne havde dette nummer været indkludret.